# ديبي فورد (كاتبة)
ديبي فورد (بالإنجليزية: Debbie Ford)‏ هي كاتِبة أمريكية، ولدت في 1 أكتوبر 1955 في لاهويا في الولايات المتحدة، وتوفيت في 17 فبراير 2013 في سان دييغو في الولايات المتحدة بسبب سرطان.

## وصلات خارجية
- ديبي فورد على موقع IMDb (الإنجليزية)
- ديبي فورد على موقع قاعدة بيانات الفيلم (الإنجليزية)